# Hans Gilgen
Hans Gilgen (né le 16 septembre 1906 à Rüschegg et mort le 20 septembre 1980 à Spiez) est un coureur cycliste suisse. Professionnel de 1931 à 1940, il est champion de Suisse sur route en 1934 et de demi-fond en 1931, 1935, 1936 et 1938. Il a participé à l'épreuve de poursuite par équipes (en) des Jeux olympiques de 1928.

## Palmarès
- 1931
  -  Champion de Suisse de demi-fond
- 1933
  - 2e du championnat de Suisse de demi-fond
- 1934
  -  Champion de Suisse sur route
  - 3e du championnat de Suisse de demi-fond
- 1935
  -  Champion de Suisse de demi-fond
- 1936
  -  Champion de Suisse de demi-fond
- 1938
  -  Champion de Suisse de demi-fond